# Luis García Berlanga
Luis García Berlanga (ur. 12 czerwca 1921 w Walencji, zm. 13 listopada 2010 w Madrycie) – hiszpański reżyser i scenarzysta filmowy specjalizujący się w satyrze na społeczeństwo hiszpańskie czasów dyktatury frankistowskiej.

## Życiorys
Urodził się w republikańskiej rodzinie o przekonaniach lewicowych. Gdy w 1936 wybuchła w Hiszpanii wojna domowa, ojciec Berlangi trafił do więzienia. On sam, chcąc uniknąć represji, musiał zaciągnąć się do Błękitnej Dywizji, biorącej udział w nazistowskiej agresji na Związek Radziecki. Początkowo studiował filozofię, ale wraz z upływem czasu nabrał zainteresowania krytyką filmową. W 1947 został przyjęty do szkoły filmowej Instituto de Investigaciones y Experiencias Cinematográficas, po której ukończeniu podjął współpracę ze scenarzystą Juanem Antonio Bardemem. Inspirowany neorealizmem wspólny debiut Berlangi i Bardema, Szczęśliwa para (1951), został zatrzymany przez frankistowską cenzurę i ukazał się w kinach dopiero dwa lata później. 
Berlanga jako reżyser zwrócił na siebie uwagę komedią Witaj nam, panie Marshall (1952), nagrodzoną na 6. MFF w Cannes. Film ten poświęcony był społeczności prowincjonalnego miasta kastylijskiego, która próbuje wywrzeć dobre wrażenie na amerykańskich turystach w nadziei na dodatkowe korzyści materialne z planu Marshalla.

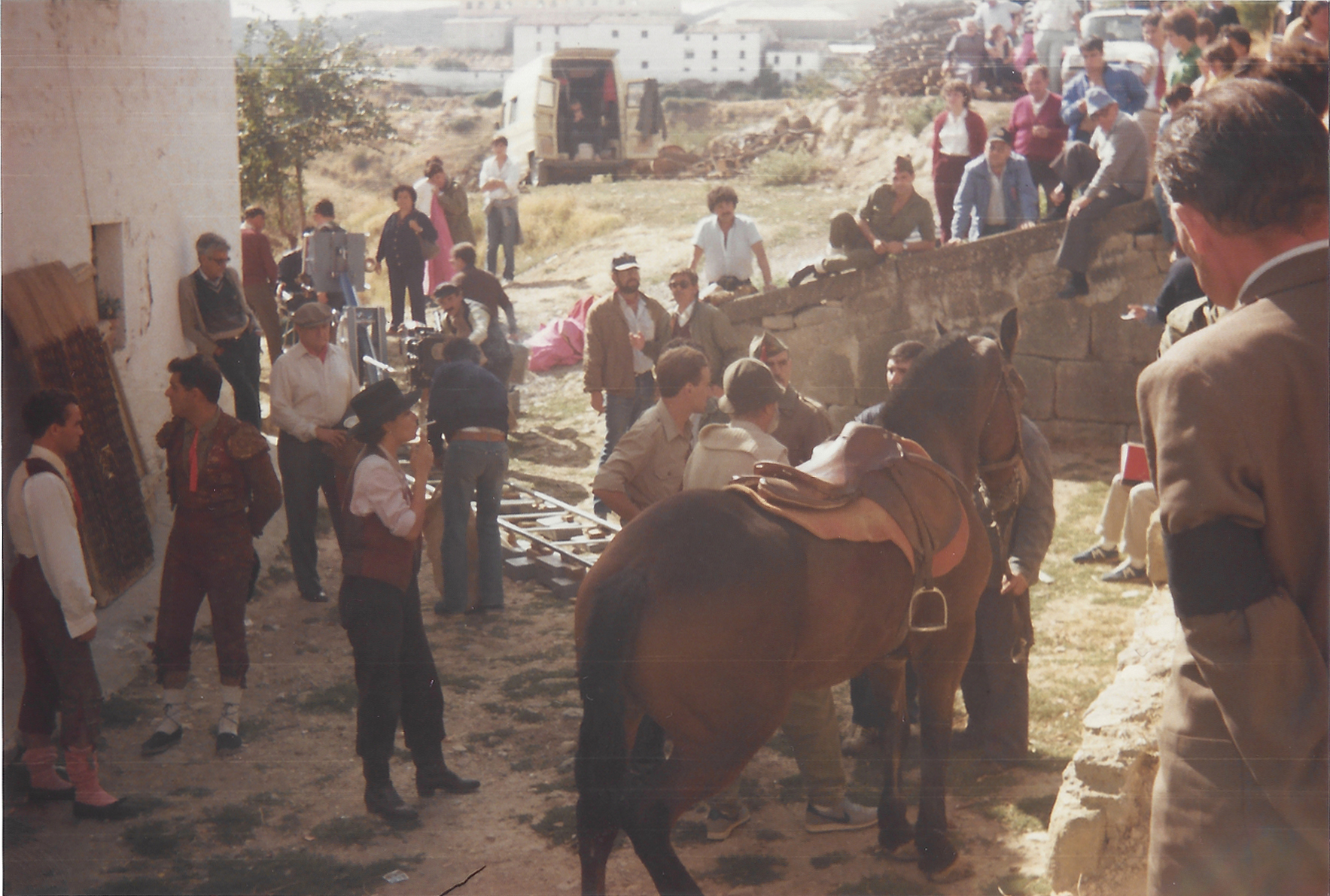
Plan zdjęciowy filmu Krówka (1985).

W 1955 Berlanga wziął udział w spotkaniu filmowców hiszpańskich w Salamance, podczas którego próbował zaproponować rozwiązania służące reformie kina hiszpańskiego. Jego reformatorskie podejście nie podobało się frankistowskiej władzy, która bacznie obserwowała kolejne jego dzieła. O ile w filmie Gdzie jest profesor Hamilton? (1956) reżyser podejmował jeszcze wątki podobne do tych z Marshalla, o tyle w Cudzie w każdy czwartek (1957) swoją satyrę skierował w stronę obrzędów religijnych. 
Najostrzejszy charakter przybrała ona w jednym z najwybitniejszych dzieł Berlangi, Uczcie wigilijnej (1962). Komedia ta, do której scenariusz napisał Rafael Azcona, krytykowała obłudną działalność dobroczynną prowincjonalnej burżuazji, zestawioną z losami bezdomnego dorobkiewicza. Nagroda FIPRESCI na MFF w Wenecji dla Uczty wigilijnej spotkała się z oburzeniem frankistowskich władz, które miały o Berlandze jak najgorszą opinię. Konflikt z cenzurą pogłębił się, gdy Berlanga nakręcił alegorycznego Kata (1963) o zięciu wykonawcy wyroków śmierci, który jest zmuszony odziedziczyć zawód po teściu. Od tego momentu reżyser coraz częściej przebywał i realizował filmy za granicą. W 1973 wyjechał do Francji, by zrealizować film erotyczny Naturalny rozmiar (1973), poświęcony zjawisku fetyszyzmu.
Gdy Hiszpania weszła na drogę demokracji, Berlanga wyreżyserował trylogię poświęconą upadkowi frankizmu oraz transformacji ustrojowej, złożoną z następujących utworów: Narodowa strzelba (1978), Zabytek narodowy (1981) oraz Narodowy III (1982). Autor Uczty wigilijnej wrócił do łask, obejmując w 1977 posadę dyrektora nowo założonej Filmoteki Narodowej. W 1980 otrzymał Nagrodę Kinematografii Narodowej, a w 1986 – Nagrodę Księżnej Asturii za całokształt działalności. Nie spoczywając na laurach, kontynuował swoją karierę reżyserską utworami takimi jak Krówka (1985, według scenariusza Azcony), Maurowie i chrześcijanie (1987), Wszyscy z więzienia (1993), París Tombuctú (1999) oraz El sueño de la maestra (2002), w których wracał do dawnych wątków frankizmu.
Zasiadał w jury konkursu głównego na 32. MFF w Cannes (1979).

## Upamiętnienie
Hiszpańska Correos wypuściła 12 czerwca 2021 roku okolicznościowy znaczek pocztowy z okazji stulecia urodzin reżysera. Nakład emisji wynosił 160000 sztuk, zaś pojedynczy znaczek miał wartość nominalną 70 eurocentów.